# Dùn
Pour les articles homonymes, voir Dun.
Dùn est une île inhabitée du Royaume-Uni située en Écosse, dans l'archipel de Saint-Kilda.